# Upplands runinskrifter 96
Upplands runinskrifter 96 är ett runstensfragment av granit, som på 1600-talet låg kullvält norr om Edsbacka krog, Sollentuna socken. Stenen har sedan dess flyttats, och 1926 fanns endast fotstycket under sprickan kvar av stenen. Den finns nu uppsatt strax söder om allén till Edsberg. Det kvarvarande fotstycket är 0,65 meter högt och 0,8 meter brett. Runhöjden är 8-9 centimeter.

## Inskrift

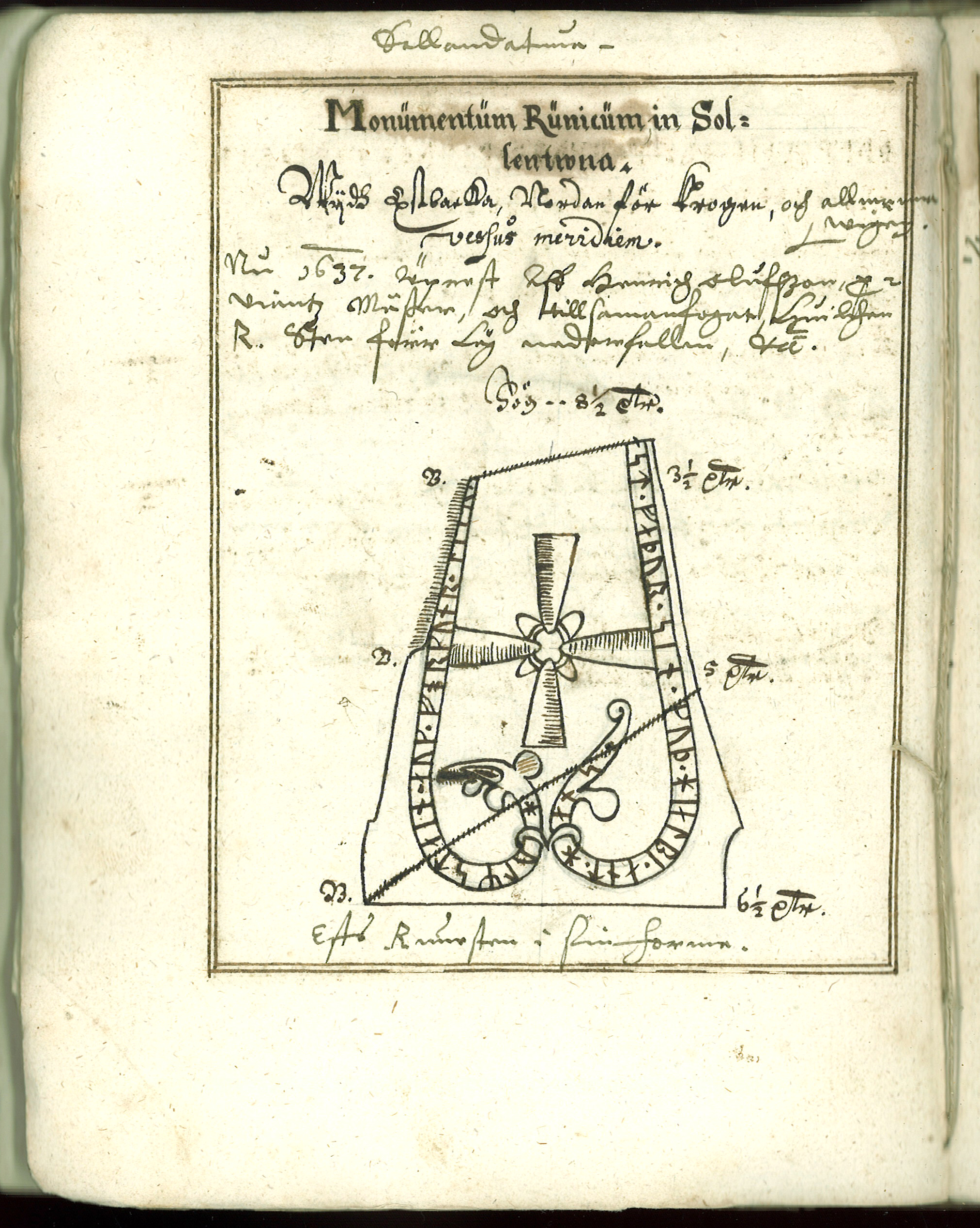
U 96, Collectaneum Monumentale Runicum

Translitterering av runraden:
× hulms[tain × auk × forku-r × --... ...ast × faþur × sin ×] kuþ hialbi × ant × hans ×
Normalisering till runsvenska:
Holmstæinn ok Forku[ð]r ... ...[f]ast, faður sinn. Guð hialpi and hans.
Översättning till nusvenska:
Holmsten och Forkunn ... -fast, sin fader. Gud hjälpe hans ande.